# Фінал кубка України з футболу 1994
Фіна́л Ку́бка Украї́ни з футбо́лу 1994 — 3-й фінал Кубка України з футболу. Пройшов 29 травня 1994 року у Києві на Республіканському стадіоні між одеським «Чорноморцем» і сімферопольською «Таврією» .

## Шлях до фіналу
| Чорноморець  | Чорноморець    | Раунд      | Таврія    | Таврія            |
| ------------ | -------------- | ---------- | --------- | ----------------- |
| Суперник     | Результат      |            | Суперник  | Результат         |
| «Портовик»   | 0-2 (в гостях) | 1-й раунд  | «Скала»   | 1-0 (в гостях)    |
| «Портовик»   | 2-0 (вдома)    | 1-й раунд  | «Скала»   | 3-0 (вдома) (овт) |
| «Металург» З | 0-1 (в гостях) | 2-й раунд  | «Нива» Т  | 0-0 (в гостях)    |
| «Металург» З | 3-0 (вдома)    | 2-й раунд  | «Нива» Т  | 3-0 (вдома)       |
| «Дніпро»     | 0-3 (в гостях) | 1/4 фіналу | «Кремінь» | 3-0 (вдома)       |
| «Дніпро»     | 1-0 (вдома)    | 1/4 фіналу | «Кремінь» | 1-3 (в гостях)    |
| «Карпати»    | 0-0 (в гостях) | Півфінал   | «Верес»   | 2-0 (вдома)       |
| «Карпати»    | 2-1 (вдома)    | Півфінал   | «Верес»   | 0-0 (в гостях)    |

## Протокол матчу
| 29 травня 1994 року. +17 °C |

| «Чорноморець» | 0:0, дч  | «Таврія» |
| ------------- | -------- | -------- |
|               | протокол |          |

| Київ, Республіканський стадіон Глядачів: 5 000 Арбітр: Сергій Татулян (Київ) |

|                                                    |     | Пенальті                           |  |
| Парфьонов · Кулик · Корнієць · Телесненко · Суслов | 5:3 | Антюхін · Фурсов · Волков · Опарін |  |

| «Чорноморець» | «Таврія» |

| Чорноморець:      |    |                       |     |
|                   |    |                       |     |
| ВР                | 1  | Олег Суслов           |     |
| ПЗ                | 2  | Сергій Булигін-Шрамко |     |
| ЗХ                | 3  | Костянтин Кулик       |     |
| ЗХ                | 4  | Юрій Смотрич          |     |
| ЗХ                | 5  | Ігор Жабченко         | 73' |
| ПЗ                | 6  | Дмитро Парфьонов      |     |
| ЗХ                | 7  | Ігор Корнієць         |     |
| НП                | 8  | Тимерлан Гусейнов     |     |
| ПЗ                | 9  | В'ячеслав Єремеєв     |     |
| НП                | 10 | Віктор Богатир        | 34' |
| ЗХ                | 11 | Андрій Телесненко     |     |
| Заміни:           |    |                       |     |
| ЗХ                | 18 | Віктор Яблонський     | 73' |
| ПЗ                | 14 | Віталій Парахневич    | 34' |
| Тренер:           |    |                       |     |
| Віктор Прокопенко |    |                       |     |

| Таврія:        |    |                    |      |      |
|                |    |                    |      |      |
| ВР             | 1  | Максим Левицький   |      |      |
| ЗХ             | 2  | Дмитро Дем'яненко  |      |      |
| ПЗ             | 3  | Сергій Єсін        |      |      |
| ПЗ             | 4  | Олександр Головко  |      |      |
| ПЗ             | 5  | Ігор Волков        |      |      |
| НП             | 6  | Олександр Кунденок |      |      |
| ЗХ             | 7  | Андрій Опарін      |      |      |
| ЗХ             | 8  | Володимир Фурсов   |      |      |
| ПЗ             | 9  | Талят Шейхаметов   | 63'  |      |
| НП             | 10 | Олексій Антюхін    |      |      |
| DF             | 11 | Сефер Алібаєв      |      |      |
| Завміни:       |    |                    |      |      |
| ЗХ             | 17 | Геннадій Дзюбенко  | 63'  | 115' |
| НП             | 16 | Олександр Шеметєв  | 115' |      |
| Manager:       |    |                    |      |      |
| Анатолій Заяєв |    |                    |      |      |

| Особи - Асиситенти арбітра: - Анатолій Арановський (Київ) - Олександр Тютюн (Фастів) - Четвертий рефері: Ігор Ярменчук (Київ) | Правила матчу - Гра триває 90 хвилин. - 30 хвилин додаткового часу за необхідності. - Післяматчеві пенальті, якщо рахунок не змінився. - Сім гравців у запасі. - Максимум 3 заміни. |

| Володар Кубка України 1993/94 |
| ----------------------------- |
| «Чорноморець» Вдруге          |

## Факти
- За матч не було показано жодної жовтої картки.